# Chubby Jackson

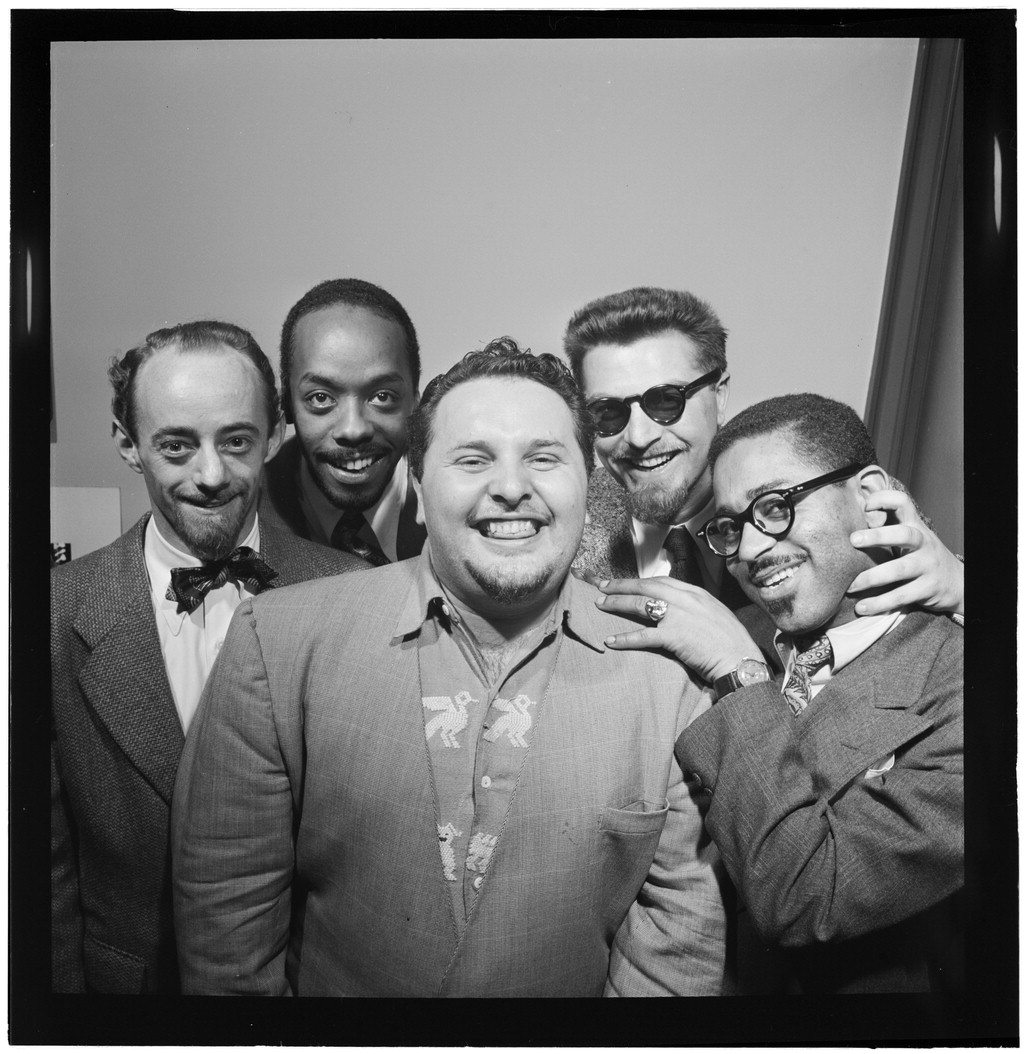
van links naar rechts: Dave Lambert, John Simmons, Chubby Jackson, George Handy en Dizzy Gillespie, New York, ca. Jul 1947
Foto William P. Gottlieb.

Greig Stewart ("Chubby") Jackson (New York, 25 oktober 1918 - Rancho Bernardo (San Diego), 1 oktober 2003) was een Amerikaanse jazzbassist.

## Carrière
Jackson begon als zestienjarige als klarinettist, maar schakelde snel over naar de bas. Hij werd beroepsmusicus in 1937 en vanaf 1939 speelde hij in big bands van Raymond Scott, Jan Savitt en Henry Busse. Van 1941 tot 1943 toerde hij met Charlie Barnet; daarna speelde hij in Woody Hermans eerste band, de "First Herd". Hij is te horen op vele opnamen uit de periode 1943-1946. Jackson speelde daar niet alleen in de ritmesectie, maar zorgde ook voor de ambiance, en stond bekend als de cheerleader van de groep. Toen Herman de band ontbond vormde hij een kwartet met ex-Woodygitarist Billy Bauer, Lenny Tristano (piano) en Stan Levy (drums). In 1947 speelde hij in het septet van Charlie Ventura en toerde met een eigen groep door Scandinavië.
In 1948 speelde hij opnieuw bij Herman; dan had hij gedurende een korte tijd zijn eigen big band (in 1948-1949) en trad opnieuw op met Ventura (1951). Hij leidde later een combo samen met trombonist Bill Harris. In de jaren 1950 was hij voornamelijk als sessiemuzikant werkzaam, en als gastheer van een eigen televisieshow voor kinderen. Hij vestigde zich in Chicago, later woonde hij in Las Vegas en Los Angeles. Hij trad nog maar af en toe op, onder meer op reünie-concerten van oud-leden van de Woody Hermanband en bij Lionel Hampton (1978-1979). Jackson stierf in 2003 aan de gevolgen van kanker.
Zijn zoon Duffy Jackson (geboren op 3 juli 1953) is een bekend jazzdrummer, die o.a. bij Kai Winding en Count Basie speelde in de jaren 1970.

## Discografie

### Lp's[2][3]
- Jazz Journey met o.m. Bill Harris (Mercury MG-25076, 1950)
- Chubby Jackson and his All Star Big Band met Gerry Mulligan, Tony Aless, Don Lamond, Howard McGhee, Charlie Kennedy, Al Porcino, Georgie Auld, Don Ferrara, J. J. Johnson, Zoot Sims, Kai Winding, 1950 (New Jazz NJLP-105)
- Chubby Jackson, 1951 (Rainbow 708)
- Chubby's Back, 1957 (Argo LP 614)
- I'm Entitled to You, met zanger Jackie Paris, 1957 (Argo LP 625)
- Chubby Takes Over met Bob Brookmeyer, Sam Most, Marty Napoleon, Frank Rehak, Ernie Royal, Nick Travis, Don Lamond, Al Cohn, Danny Bank, Bill Elton, Joe Ferrante, Bernie Glow, Dick Hixson, Marky Markowitz, Sam Marowitz, Pete Mondello, Tom Mitchell Jr., 1959 (Everest SDBR-1009)
- We Three: A Jazz Approach to Stereo, 1959 (Everest SDBR-1029)
- Jazz Then Till Now, 1960 (Everest SDBR-1051)
- Twist Calling, 1962 (Laurie LP-2011)
- Chubby Jackson Sextet and Big Band, 1969 (opnamen uit 1947 en 1950) (Prestige P-7641)
- Lucky 7 met Nat Adderley, Arnett Cobb, Dolphe Castellano, Duffy Jackson, Frank Rosolino, Vinnie Tanno, 1981 (Live-opname uit 1978 in de Swiss Chalet in Miami) (Time LP)
- Needing You, Wanting You, 1990 (MCA 91505)

### CDs
- The Small Herd on Keynote (opnamen met Woody Hermans bandleden uit de jaren 1940), 1991 (PolyGram 830968-2)
- Happy Monster 1944-1947 (compilatie), 1996 (Fresh Sound 109)
- Chubby Jackson's All-Star Band Live at the Swiss Chalet met Nat Adderley, Arnett Cobb, Pete Minger, Jay Corre, Duffy Jackson, Frank Rosolino, Vinnie Tanno, Danny Turner, (live-opname uit 1978), 1998 (Jazz Band EBCD 21412)
- Chubby's Back! (heruitgave van de albums Chubby's Back en I'm Entitled to You), 2007 (Jazzbeat 512)